# Mercedes-AMG F1 W11 EQ Performance
Mercedes-AMG F1 W11 EQ Performance var en Formel 1-bil som användes av Mercedes under säsongen 2020. Bilen kördes av Lewis Hamilton, Valtteri Bottas och George Russell. George Russell hoppade in i Hamiltons plats vid Sakhirs Grand Prix 2020 då Hamilton testat positivt för covid-19.
Lewis Hamilton vann förarmästerskapet med denna bilen och likaså säkrade Mercedes konstruktörsmästerskapet. Mercedes säkrade sin sjunde raka konstruktörsmästartitel och är därmed den konstruktör som vunnit flest titlar på raken, ett rekord som tidigare erhållits av Ferrari med Michael Schumachers 6 raka titlar mellan 1999-2004.
Bilen anses vara den bästa någonsin inom Formel 1, detta då den satte många banrekord (snabbaste varvet på banan) på ett flertal olika Formel 1-banor.

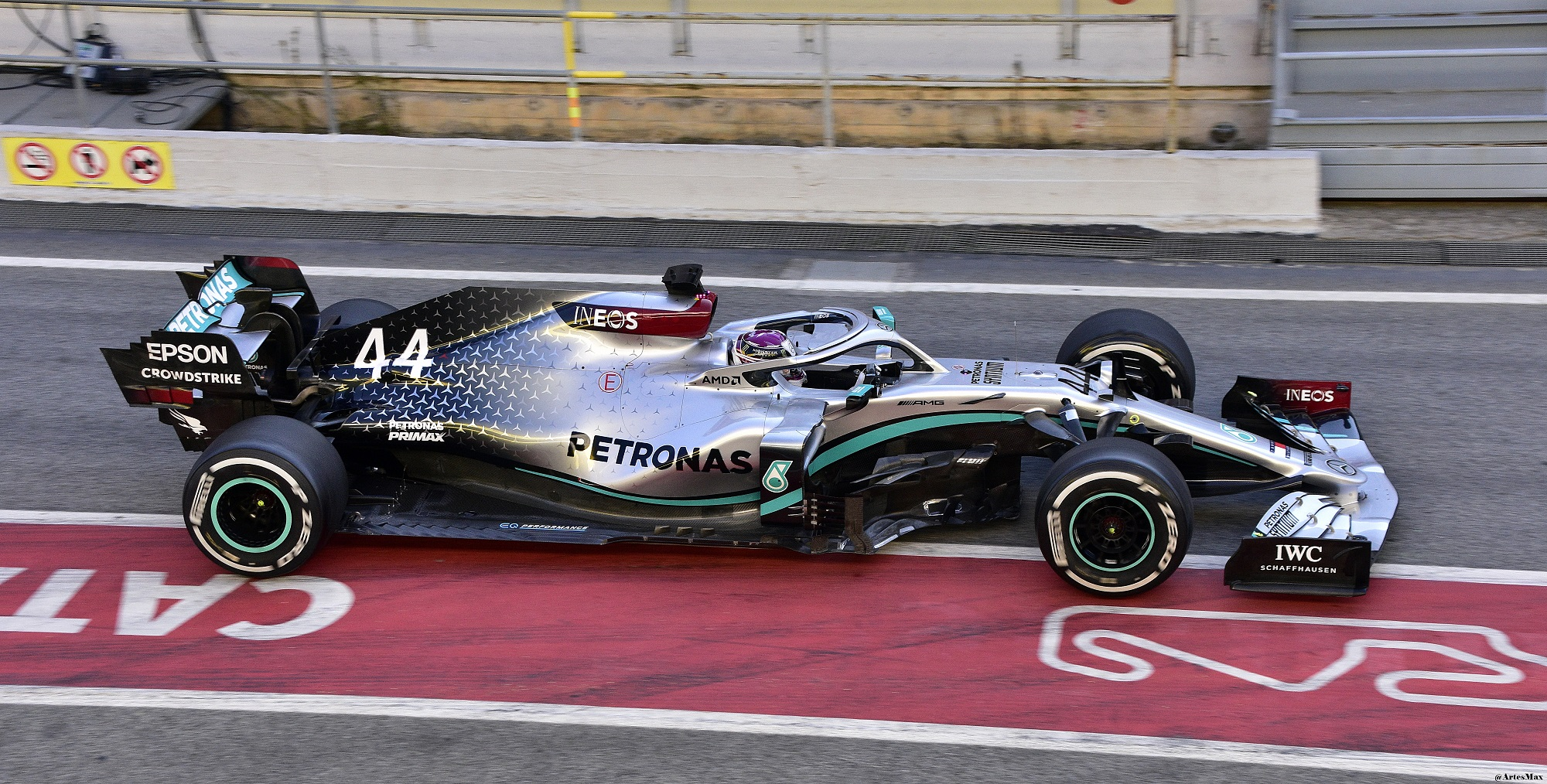
Hamilton i bilens ursprungliga färgtema under försäsongstestningen.

## Resultat
| Säsong | Stall    | Motor    | Däck | Förare          | 1   | 2   | 3   | 4   | 5   | 6   | 7   | 8   | 9   | 10  | 11  | 12  | 13  | 14  | 15  | 16  | 17  | Poäng | Position |
| ------ | -------- | -------- | ---- | --------------- | --- | --- | --- | --- | --- | --- | --- | --- | --- | --- | --- | --- | --- | --- | --- | --- | --- | ----- | -------- |
| 2020   | Mercedes | Mercedes | P    | Förare          | AUT | STY | HUN | GBR | ANI | ESP | BEL | ITA | TUS | RUS | EIF | POR | EMI | TUR | BHR | SKR | ABU | 573   | 1.       |
| 2020   | Mercedes | Mercedes | P    | Lewis Hamilton  | 4   | 1   | 1   | 1   | 2   | 1   | 1   | 7   | 1   | 3   | 1   | 1   | 1   | 1   | 1   | DNS | 3   | 573   | 1.       |
| 2020   | Mercedes | Mercedes | P    | Valtteri Bottas | 1   | 2   | 3   | 11  | 3   | 3   | 2   | 5   | 2   | 1   | DNF | 2   | 2   | 14  | 8   | 8   | 2   | 573   | 1.       |
| 2020   | Mercedes | Mercedes | P    | George Russell  |     |     |     |     |     |     |     |     |     |     |     |     |     |     |     | 9   |     | 573   | 1.       |